# 法拉利328
法拉利328 GTB和GTS是法拉利車廠於1985至於1989年間所生產的中置引擎雙座位豪華旅行車，328的代號代表其3.2公升8汽缸的引擎，可以細分為硬頂的GTB（Berlinetta）及開蓬的GTS（Spider）型號，總生產數量為7,412輛。雖然在機械方面繼承了上代308的設計，但是在車身、車架及引擎上都有改進，尤其是引擎的容積增加至3.2公升，改善了車子的馬力及扭力輸出。它至今依然被部分汽車愛好者認定是最可靠及最具功能性的法拉利。